# John Kitto
John Kitto (Plymouth, 4 december 1804 - Cannstatt, 25 november 1854) was een Engels theoloog.
Op zijn elfde jaar moest hij van school om bij zijn vader, een metselaar, te gaan werken. In 1817 maakte hij daarbij een val waardoor hij doof werd en hij begon te studeren. In 1824 werd hij leerling bij een tandarts en in 1827 ging hij naar Malta als boekdrukker. 
In 1829 keerde hij terug naar Engeland en werd privéleraar. Hij schreef voor de Society for the Diffusion of Useful Knowledge, en begon populair-wetenschappelijke werken over Bijbelse onderwerpen te schrijven. 
Een voorbeeld daarvan is The history of Palestine from the patriarchal age to the present time, uitgegeven te Edinburgh in 1841.
- Catàleg d'autoritats de noms i títols de Catalunya: 981058511531106706
- CiNii: DA10708179
- Gemeinsame Normdatei: 10428272X
- International Standard Name Identifier: 0000 0000 8338 7765
- Library of Congress Control Number: n80120815
- Nationale bibliotheek van Australië: 35274336
- Nationale Bibliotheek van Israël: 987007263922405171
- Nederlandse Thesaurus van Auteursnamen: 138985928
- Réseau des bibliothèques de Suisse occidentale: 02-A003457082
- SNAC: w60g5szm
- Système universitaire de documentation: 195054962
- Trove: 892704
- Virtual International Authority File: 1318653
- WorldCat: E39PBJbMcWHFMb3cfkrDfJhGpP